# Rue du Général-Langlois
La rue du Général-Langlois est une voie du 16e arrondissement de Paris, en France.

## Situation et accès
La rue du Général-Langlois est une voie privée située dans le 16e arrondissement de Paris. Elle débute au 1, rue Eugène-Delacroix et se termine en impasse.
Le quartier est desservi par la ligne de métro 9 à la station Rue de la Pompe.

## Origine du nom

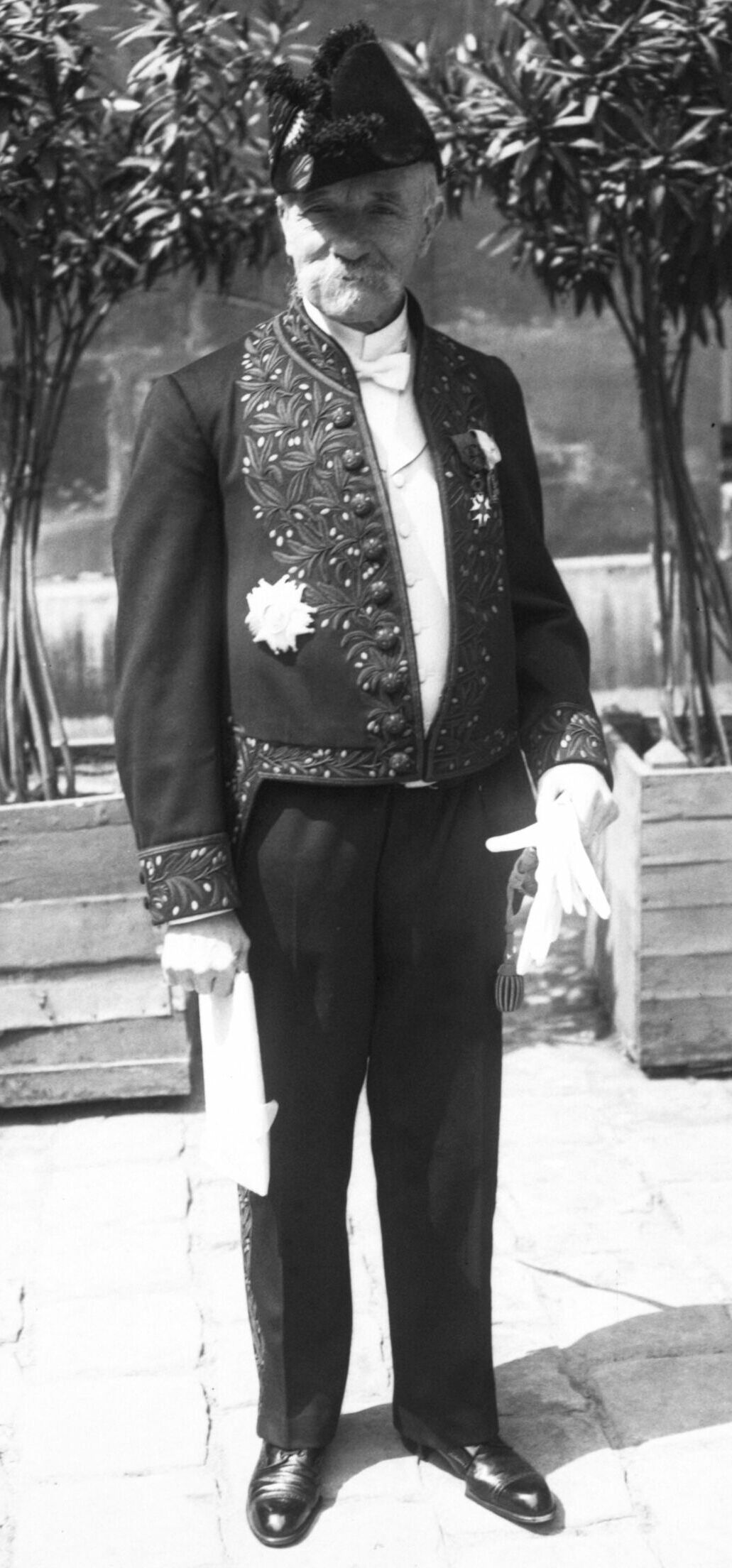
Hippolyte Langlois en 1911.

Elle porte le nom du général et sénateur Hippolyte Langlois (1839-1912), directeur de l'École supérieure de guerre et membre de l'Académie française.

## Historique
Cette voie privée, ouverte en 1912 sous le nom de « villa Decamps », reçoit plus tard sa dénomination actuelle et est fermée à la circulation publique par un arrêté municipal du 30 octobre 1979.

## Bâtiments remarquables et lieux de mémoire
- No 3 : dans le film Les Vampires, film muet en dix épisodes réalisé par Louis Feuillade en 1915, l’épisode no 3 est censé se dérouler, en partie, dans un appartement de cet immeuble, dont on aperçoit la façade à plusieurs reprises[1].
- No 5 : le colonel et résistant Alfred Touny (1886-1944) habitait dans cet immeuble. Une plaque lui rend hommage, inaugurée le 28 juin 1952 en présence du général d’armée Kœnig[2].

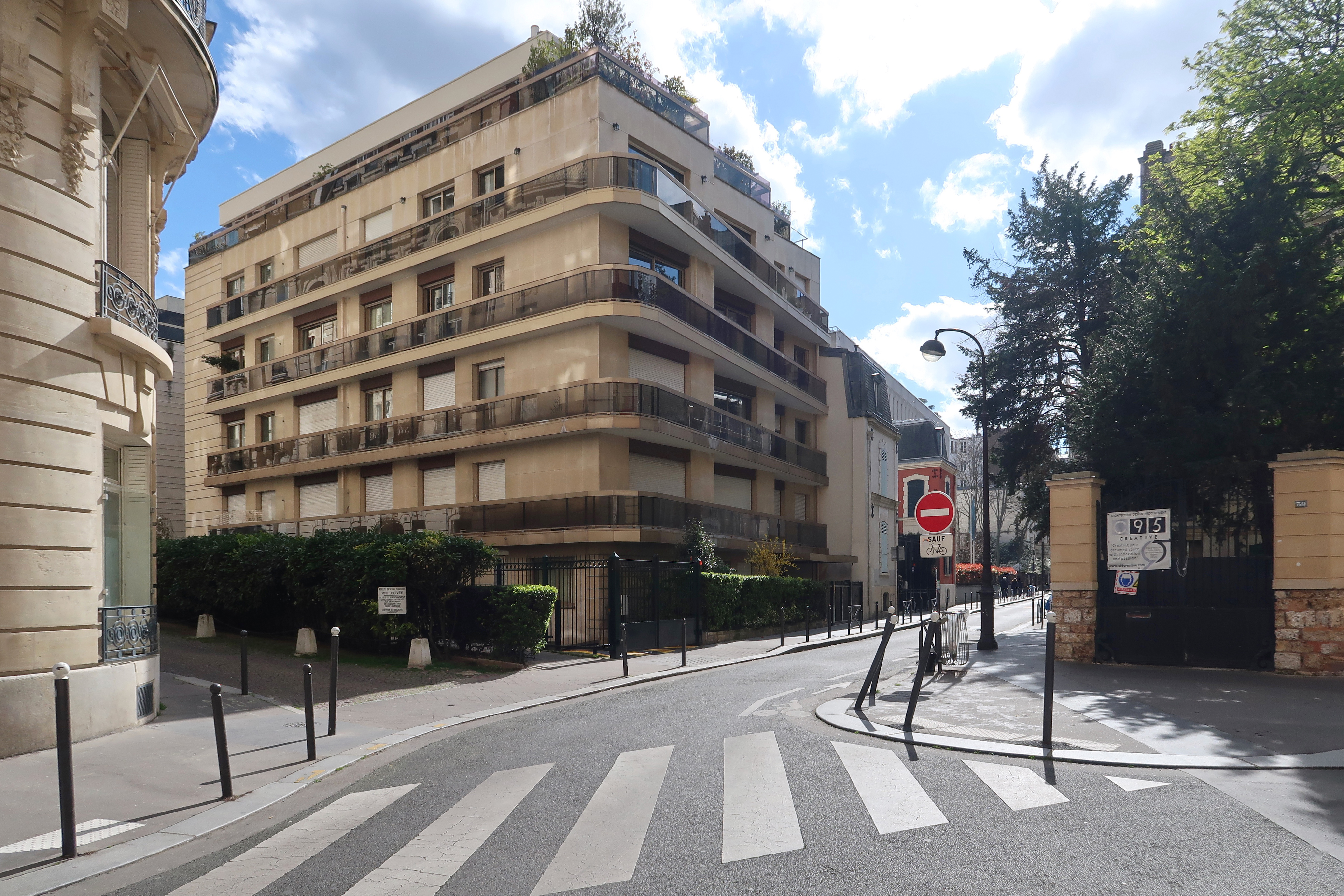
Entrée de la rue sur le côté gauche, depuis la rue Eugène-Delacroix.
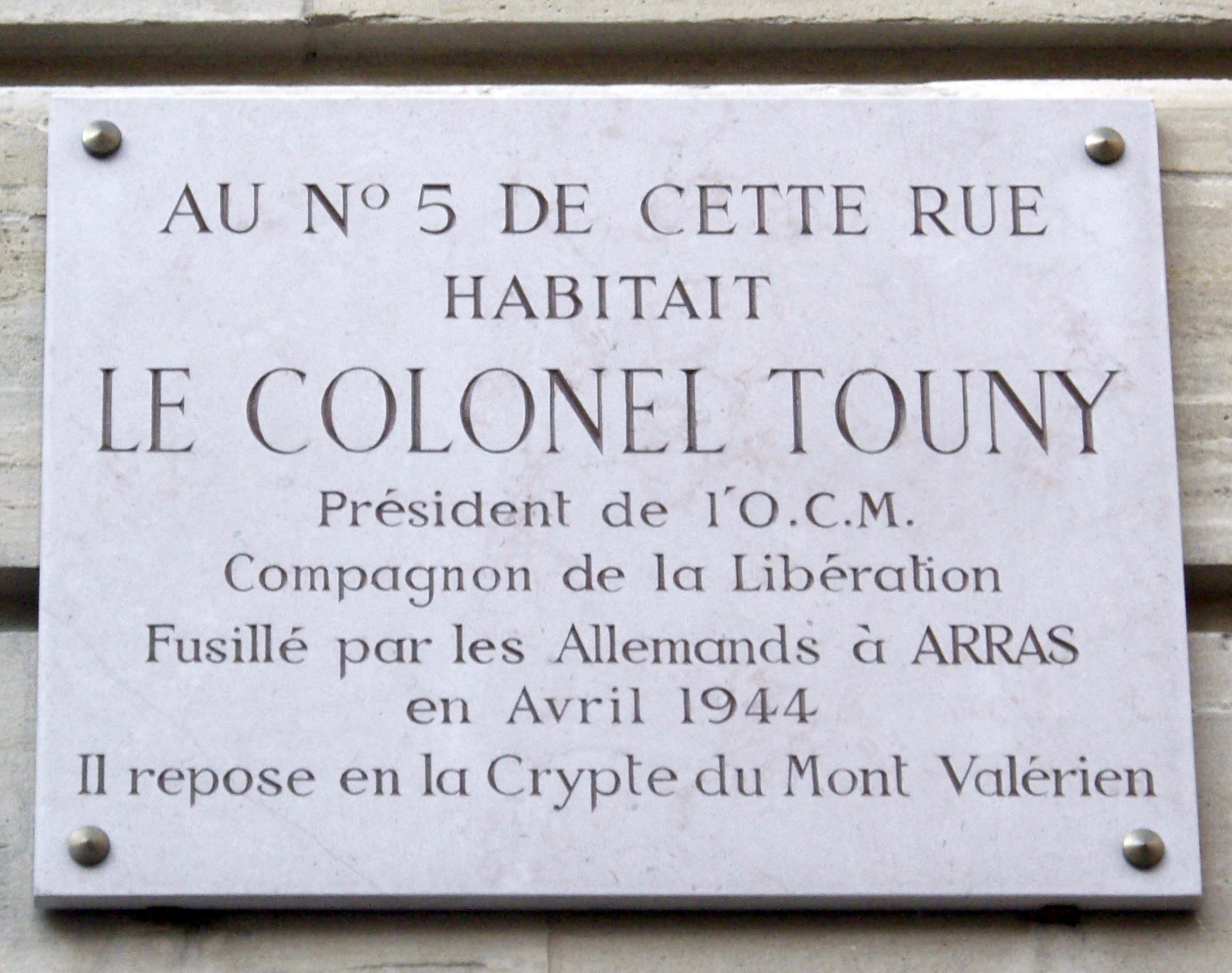